# 东姑阿布峇卡·马末·依斯干达·依布拉欣
东姑阿布峇卡·马末·依斯干达·依布拉欣·哈芝·伊本·苏丹依布拉欣（马来语：Tunku Abu Bakar Mahmood Iskandar Ibrahim Al-Haj ibni Sultan Ibrahim；2001年5月30日——）是柔佛苏丹依布拉欣·依斯迈和苏丹后拉惹查丽苏菲亚的第六个孩子和幼子。

## 个人生活
2001年5月30日，东姑阿布峇卡生于柔佛新山，为苏丹依布拉欣·依斯迈和苏丹后拉惹查丽苏菲亚的第六个孩子和幼子，即王储东姑依斯迈、东姑敦阿米娜、东姑依德利斯、已故东姑阿都加里尔、东姑阿都拉曼的弟弟。
东姑阿布峇卡是一名职业赛车手。他和他的兄弟东姑阿都拉曼经常代表马来西亚，特别是柔佛州参加国际赛车比赛。东姑阿布峇卡还在2023年9月24日在雪邦国际赛车场举行的2023年GT世界挑战赛亚洲赛中获得 GT3 车手锦标赛亚军。

## 头衔、称号、荣誉及旗帜

### 头衔及称号
- 2001年05月30日-2010年01月23日：东姑阿布峇卡·马末·依斯干达·依布拉欣·伊本·东姑依布拉欣·依斯迈殿下
His Highness/Yang Amat Mulia Tunku Abu Bakar Mahmood Iskandar Ibrahim ibni Tunku Ibrahim Ismail
- 2010年01月23日-2010年02月22日：东姑阿布峇卡·马末·依斯干达·依布拉欣·伊本·苏丹依布拉欣殿下
His Highness/Yang Amat Mulia Tunku Abu Bakar Mahmood Iskandar Ibrahim Al-Haj ibni Sultan Ibrahim
- 2010年02月22日-至今：东姑布特拉东姑阿布峇卡·马末·依斯干达·依布拉欣·伊本·苏丹依布拉欣殿下
His Highness/Yang Amat Mulia Tunku Abu Bakar Mahmood Iskandar Ibrahim Al-Haj ibni Sultan Ibrahim, Tunku Putera Johor

### 荣誉
- 柔佛王室勋章[4]
- 柔佛王冠效忠勋章
- 蘇丹依斯邁效忠勳章[5]
- 蘇丹依布拉欣勳章

### 旗帜
东姑阿布峇卡使用皇室旗帜，红旗，带有蓝色五角星和新月，每个角有四个蓝色三角形。
| 东姑布特拉的皇家旗帜 |